# Mangatka płowa
Mangatka płowa (Paracynictis selousi) – gatunek ssaka drapieżnego z rodziny mangustowatych (Herpestidae). Ssak ten występuje w Afryce, według IUCN nie jest zagrożony wyginięciem.

## Zasięg występowania
Mangatka płowa występuje w Afryce, zamieszkując w zależności od podgatunku:
- P. selousi bechuanae – wschodnia Botswana
- P. selousi ngamiensis – Angola, Zambia, Malawi, północna Namibia i północna Botswana
- P. selousi selousi – zachodni Mozambik, północno-wschodnia Południowa Afryka (prowincje Limpopo i Mpumalanga) i Zimbabwe
- P. selousi sengaani – południowy Mozambik i Południowa Afryka (północno-wschodnia prowincja KwaZulu-Natal)

## Taksonomia
Gatunek po raz pierwszy zgodnie z zasadami nazewnictwa binominalnego opisał w 1896 roku brytyjski zoolog William de Winton, nadając mu nazwę Cynictis selousi. Jako miejsce typowe odłowu holotypu de Winton wskazał „trawiastą stertę pod drzewem, w Essex Vale, w Matabeleland” (Zimbabwe). Holotypem była czaszka zwierzęcia, najprawdopodobniej zabitego i zjadanego przez orła, znaleziona 18 października 1895 roku. Jedyny przedstawiciel rodzaju mangatka (Paracynictis) utworzonego w 1916 roku przez brytyjskiego zoologa Reginalda Pococka. Rozpoznano cztery podgatunki, podstawowe dane taksonomiczne podgatunków (oprócz podgatunku nominatywnego) przedstawia poniższa tabelka:
| Podgatunek       | Autor i rok opisu | Miejsce typowe                                                          |
| ---------------- | ----------------- | ----------------------------------------------------------------------- |
| P. s. bechuanae  | Roberts, 1932     | bocznica Tsessebe, dystrykt Tati, wschodnia Beczuana                    |
| P. s. ngamiensis | Roberts, 1932     | 30 mil (49 km) na północny zachód od Maun, Ngamiland, północna Beczuana |
| P. s. sengaani   | Roberts, 1931     | Maputa, północno-wschodni Zululand, Natal                               |

Badania molekularne sugerują, że P. selousi tworzy grupę siostrzaną wraz z Cynictis penicillata.

### Etymologia
Nazwa rodzajowa: gr. παρα para – blisko; rodzaj Cynictis Ogilby, 1833, mangustolisek. Epitet gatunkowy jest eponimem honorującym F.C. Selousa, z którego kolekcji pochodził okaz typowy.

## Morfologia
Długość ciała 39–47 cm, długość ogona 28–43,5 cm, długość tylnej stopy 10,3–12,4 cm, długość ucha 3,9–5 cm; masa ciała 1,4–2,2 kg. Mała mangusta z bladoszarym futrem, czarnymi stopami i białym ogonem. Górne części futra są szarawe do jasnoszarego; futro na grzbiecie jest siwe, z białymi pierścieniami na włosach okrywowych. Futro na dolnych częściach ciała jest również szare do brązowo-szarego, ale bledsze niż na górnych częściach ciała. Podszerstek jest gruby; włosy są ciemne u podstawy i płowo do płowo-szarego na czubku. Miękkie włosy okrywowe są krótkie na głowie (15 mm) zaś długie na zadzie (40 mm); na ogonie są krótsze u podstawy (50 mm) i stają się dłuższe w kierunku końcówki (do 10 cm). Końcówka ogona jest biała; ogon stanowi 40% całkowitej długości ciała. Pysk jest spiczasty, z małym rhinarium. Uszy są duże i częściowo pokryte długimi włosami. Górne części kończyn są czarne lub ciemnobrązowe; każda stopa posiada cztery palce. Pazury na przednich łapach są lekko zakrzywione i mają około 8–10 mm długości; na tylnych łapach są proste. Podeszwy stóp są owłosione. Mangatka płowa posiada trzy pary sutek (chociaż informowano o okazie z dwoma parami sutek). Czaszka jest wydłużona; mózgoczaszka jest jajowata. Szerokość kości jarzmowej to połowa długości czaszki. Wzór zębowy: I {\displaystyle {\tfrac {3}{3}}} C {\displaystyle {\tfrac {1}{1}}} P {\displaystyle {\tfrac {4}{4}}} M {\displaystyle {\tfrac {2}{2}}} = 40. Górne kły są krótkie, zaokrąglone i lekko zakrzywione, pierwsze przedtrzonowce są małe i nie zawsze obecne.

## Ekologia

### Siedlisko i zachowanie
Mangatka płowa zamieszkuje sawannowe łąki i tereny lesiste; nie występuje w lasach, na pustyniach i półpustyniach. Obserwowana w zaroślach akacji (Acacia) i terenie lesistym (z piaszczystym podłożem), na otwartych siedliskach (na gruntach uprawnych lub w miejscach, z których usunięto krzaki i zarośla) oraz na obszarach zalewowych i trawiastych (z krótką trawą i skąpą pokrywą). Ssak ten jest niezależny od dostępności wody i jest znany z obszarów, na których średnie roczne opady wynoszą od 400 do 1000 mm. Mangatka płowa jest najprawdopodobniej gatunkiem preferującym nocny tryb życia; dzień spędza odpoczywając w norach. Zwykle prowadzi samotny tryb życia, choć czasem obserwowano pary tych ssaków. Nory kopane są w piaszczystej ziemi; mogą mieć jedno lub dwa wejścia, które często znajdują się pod osłoną niskiego krzaku, choć czasami usytuowane są na otwartym terenie; w prowincji KwaZulu-Natal nora miała przejścia i komory na głębokości 1,5 m. Pod wpływem stresu mangatka płowa może schronić się do dowolnej, dostępnej nory; obserwowano, jak wchodzi do nory postrzałki kafryjskiej (Pedetes capensis) oraz mrównika (Orycteropus afer). W razie zagrożenia stają na tylnych nogach i trzymają głowę wysoko w górze.

### Pokarm
Uważa się, że dieta mangatki płowej obejmuje owady, myszy, gady, płazy i jaja. Analiza zawartości żołądków 51 osobników mangatki z Botswany i Zimbabwe wykazała, że największy odsetek składu pokarmu stanowiły owady, w tym 43% prostoskrzydłe (Orthoptera) (głównie pasikoniki i świerszcze), 43% termity (Isoptera) (włącznie z Hodotermes mossambicus i Macrotermes falciger), 37% dorosłych chrząszczy (poświętniki (Scarabaeidae), biegacze (Carabidae), ryjkowce (Curculionidae), pływaki (Dytiscidae), sprężyki (Elateridae)), 27% larw chrząszczy, 10% motyli (bielinki (Pieridae), sówki (Noctuidae), gąsienice zawisaków (Sphingidae)) oraz sieciarek (Neuroptera) i mrówki (Formicidae); spośród innych bęzkręgowych ofiar mangatki płowej 22% stanowiły pajęczaki (solfugi (Solifugae), zwłaszcza Solpuga monteiroi), 18% skorpiony (Opisthophthalmus wahlbergi i Parabuthus granulatus), 8% pająki (Aranea) i 8% wije (Myriapoda), skolopendra zwyczajna (Scolopendra morsitans). Wśród zwierząt kręgowych skład diety przedstawiał się następująco: 16% stanowiły gryzonie (tłustoszka sawannowa (Steatomys pratensis) i nadrzewnik (Dendromus)), 14% gady (Pachydactylus capensis, Agama hispida, Panaspis wahlbergi, Nucras taeniolata, Trachylepis striata, Aspidelaps scutatus, Leptotyphlops scutifrons, Lycophidion capense i Atractaspis bibronii), 8% płazy (Bufo, Tomopterna delalandii i Leptopelis bocagii) oraz 4% ptaki (pozostałości po jajach). Mangatki płowe są dobrymi kopaczami i wykopują larwy chrząszczy spod ściółki lub spod kępek trawy. Poruszają się z nisko opuszczoną głową, tak że nozdrza znajdują się blisko ziemi, co sugeruje, że lokalizują swoją zdobycz wykorzystując węch; uważa się również, że mają dobry słuch, który może im pomagać w znajdowaniu ofiary znajdującej się pod ziemią.

### Rozród
Rozród słabo poznany; narodziny mogą wystąpić w ciepłych, mokrych miesiącach, od sierpnia do marca, a wielkość miotu może wynosić do czterech młodych; samice w ciąży z trzema i czterema płodami zostały schwytane w lutym w Botswanie i wrześniu oraz w sierpniu w Zimbabwe. W grudniu i styczniu schwytano dwa młode o masie ciała wynoszącej 450 g; w lutym w Namibii schwytano młodego ssaka o ciężarze 900 g i obserwowano ciężarną samicę w październiku.

## Status zagrożenia i ochrona
W Czerwonej księdze gatunków zagrożonych Międzynarodowej Unii Ochrony Przyrody i Jej Zasobów został zaliczony do kategorii LC (ang. Least Concern – najmniejszej troski). Gatunek ten uważa się za niezbyt powszechny, z zastrzeżeniem, że wiele jego siedlisk jest słabo poznanych. Nie ma danych czy na tego ssaka poluje się dla mięsa. Nie stwierdzono poważnych zagrożeń dla tego gatunku, chociaż zdziczałe lub domowe psy i koty mogą stanowić zagrożenie dla niego na szczeblu lokalnym.